# Chalk River Laboratories

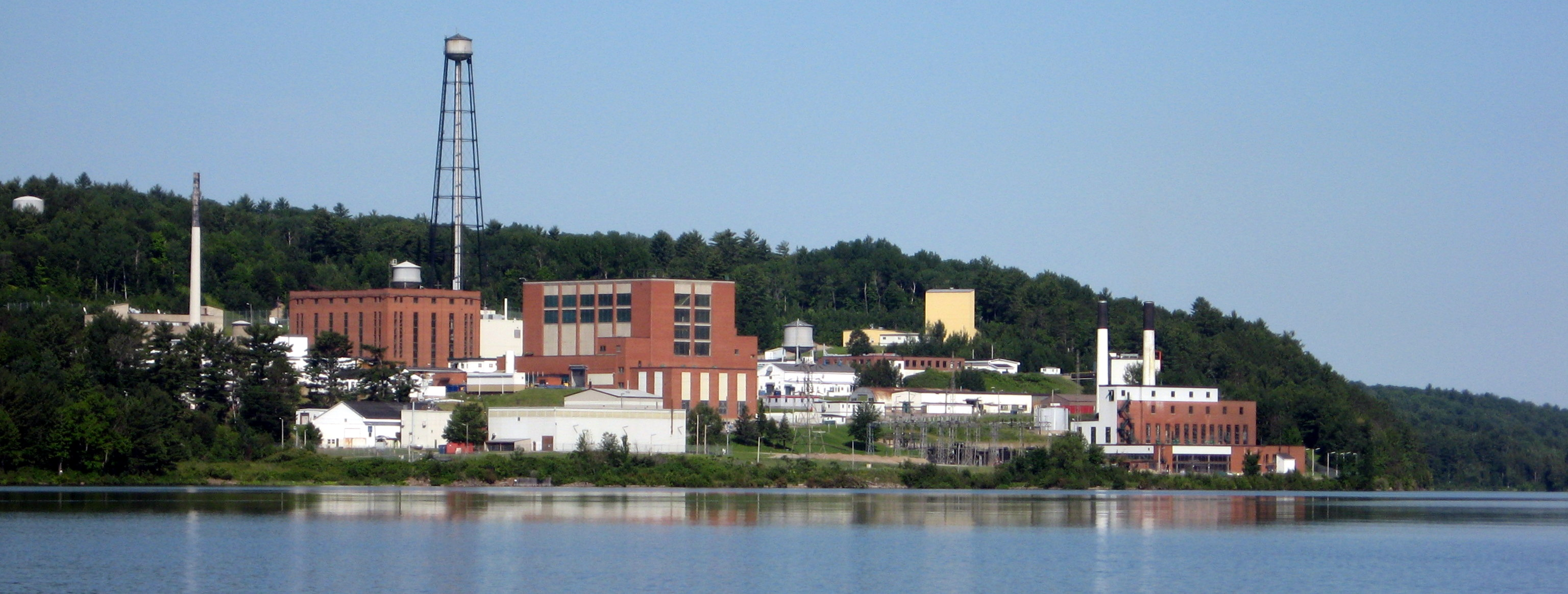
CRL

Chalk River Laboratories (ook wel CRL, Chalk River Labs of Chalk River Nuclear Laboratories, CRNL genoemd) is een Canadese nucleaire onderzoeksfaciliteit gelegen aan de Chalk River in Ontario, op ongeveer 180 km ten noordwesten van Ottawa. Het laboratorium is eigendom van het Atomic Energy of Canada Limited in Canada.
In het laboratorium wordt veel fundamenteel en technisch onderzoek gedaan. Zo werd hier de CANDU-reactor ontwikkeld. Daarnaast is er veel expertise opgebouwd op het gebied van metallurgie, chemie, biologie en fysica. Bertram Brockhouse, professor aan de McMaster University, werkte van 1950 tot 1962 op het CRL, en kreeg in 1994 de Nobelprijs voor natuurkunde voor zijn werk aan neutronenspectrometrie. Een van de eerste directeuren van het instituut was Sir John Cockcroft. Ook hij kreeg een Nobelprijs voor zijn werk.
In 1957 werd er een kernreactor in gebruik genomen, die belangrijke radioactieve isotopen voor hartpatiënten (thallium) en kankerpatiënten (molybdeen en technetium) produceert. Chalk River is de grootste producent van medische isotopen ter wereld: 40% komt uit Chalk River, 30% van de Nederlandse Kernreactoren Petten en de rest uit reactoren in België, Frankrijk en Zuid-Afrika en binnenkort Australië. Van 2009 tot augustus 2010 is door de tijdelijke sluiting van Chalk River een groot deel van de wereldwijde vraag naar isotopen bij de kernreactor Petten terechtgekomen.

## Geschiedenis van Chalk River Labs
In 1942 werd het Montreal research laboratory opgericht uit de samenwerking tussen Britse en Canadese kernwetenschappers. Dit instituut viel onder de National Research Council of Canada (NRC). In 1944 werd het Chalk River Laboratorium geopend, dat in september 1945 de eerste operationele kernreactor buiten de Verenigde Staten herbergde. In 1946 werd het laboratorium in Montreal gesloten en werden de werkzaamheden geconcentreerd op het terrein aan de Chalk River.
In 1952 werd het Atomic Energy of Canada Limited (AECL) gesticht door de Canadese regering, met het doel het vreedzame gebruik van kernenergie te promoten. Het NRC droeg alle verantwoordelijkheden voor Chalk River Labs over aan het AECL.
In de daaropvolgende jaren tot aan 2000 werden er verschillende onderzoeksreactoren gebouwd door het AECL, voor de productie van nucleair materiaal voor medische en wetenschappelijke doeleinden. Ondanks de verzekering dat het instituut enkel dient tot de bevordering van het vreedzaam gebruik van kernenergie, leverde Chalk River vanaf 1955 tot 1976 ongeveer 250 kg plutonium aan de Verenigde Staten, waar het volgens de Canadian Coalition for Nuclear Responsibility werd gebruikt voor de productie van atoombommen.
De eerste kerncentrale in Canada kwam voort uit de samenwerking tussen het AECL en de Hydro-Electric Power Commission of Ontario, en werd in gebruik genomen in 1962, vlak naast Chalk River Labs. Deze experimentele reactor was een proef met het CANDU–ontwerp.
Chalk River Labs is nog altijd actief voor het AECL. In samenwerking met het NRC wordt er wetenschappelijk onderzoek verricht. Daarnaast is er de productie van isotopen.

## Onderzoeksfaciliteiten op Chalk River Labs
- ZEEP - Zero Energy Experimental Pile Reactor (1945–1973).
- NRX - NRX Reactor (1947–1992).
- NRU - National Research Universal 135 MWt Reactor (1957–).
  - CNBC - Canadian Neutron Beam Centre
- PTR - Pool Test 10 kW Reactor (1957–1990).
- ZED-2 - Zero Energy Deuterium 200W Reactor (1960–).
- NPD - Nuclear Power Demonstration 20MW(e) Reactor; gelegen in Rolphton, Ontario, noordelijk van het CRL (1960–1987).
- SLOWPOKE - Safe Low-Power Kritical Experiment 5 kW Reactor (1970–1976) — verplaatst naar de University of Toronto in 1971.
- TASCC - Tandem Accelerator Superconducting Cyclotron (1986–1996)
- MAPLE-1 - Multipurpose Applied Physics Lattice Experiment Reactor (2000–2008; geschrapt).
- MAPLE-2 - Multipurpose Applied Physics Lattice Experiment Reactor (2003–2008; geschrapt).

## Incidenten

### 1952 en 1958
Bij een test in 1952 met de NRX-reactor, waarbij een onderbreking van de stroomvoorziening en het verlies van een deel van het koelwater werd gesimuleerd, liep de reactorkern ernstige schade op. Door mechanische en menselijke fouten werkte de bediening van de controlestaven niet naar behoren. Drie controlestaven schoven niet tussen de brandstofstaven, of werden per ongeluk weer teruggeschoven. Hierdoor raakten de brandstofstaven oververhit, waardoor deze smolten. Er ontstonden diverse beschadigingen aan de reactor en het gebouw door exploderend waterstofgas, wat een zware afsluiter van het reactorvat meer dan een meter omhoogblies. In de kelder verzamelde zich 4.500 ton radioactief water, dat later in een zandvlakte 1600 meter van de rivier werd gedumpt om te voorkomen dat dit water de rivier de Ottawa zou vervuilen. Bij het ongeluk kwam ongeveer 10.000 curie (370 TBq) aan radioactiviteit vrij. Onder de opruimploeg was ook Jimmy Carter de latere president van Amerika. Hij diende op dat moment als marine-officier in het Amerikaanse leger. Twee jaar na het ongeluk was de reactor weer in gebruik.
Een tweede ongeluk vond plaats in de NRU-reactor en werd veroorzaakt doordat een verwijderde brandstofstaaf onvoldoende werd gekoeld en vervolgens in brand vloog en in stukken brak. De brandstofstaven bevatten metallisch uranium. Met een robot werd de oververhitte staaf uit het reactorvat getild. Toen de kraan van het reactorvat wegdraaide brak het grootste deel van de brandende staaf af, en viel naar beneden. Hierdoor raakte het hele gebouw besmet. De kleppen van het ventilatiesysteem stonden naar buiten open, en zo raakte ook een groot gebied benedenwinds van de reactor besmet. Het vuur werd uiteindelijk geblust met emmers nat zand, die naar beneden werden gegooid in de onderhoudsruimte waar het uranium brandde. Wetenschappers en technici renden in beschermde kleding langs de plek van de brand, en in het voorbijgaan werd de emmers in het gat geleegd.
De groep medewerkers die betrokken waren bij de opruimingswerkzaamheden bij beide ongelukken zijn langdurig gevolgd om nadelige gevolgen voor hun gezondheid ten gevolge van de stralingsbelasting op de lange termijn te kunnen vaststellen. Er werden bij beide ongelukken geen significante gezondheidseffecten waargenomen. Volgens de Canadian Coalition for Nuclear Responsibility, een groep die ageert tegen kernenergie, is echter in het geheel geen serieus follow-up-onderzoek gedaan naar late gezondheidsschade, en hebben een aantal mensen, die hoorden bij de militairen in de schoonmaakploeg van de reactor, die later kanker ontwikkelden, grote problemen gekregen om als zodanig erkend te worden.

### Lekkage van zwaar water
In december 2008 en mei 2009 lekten er kleine hoeveelheden zwaar water met tritium in de NRU-reactor. De hoeveelheden waren niet groot (in 2008 in totaal 47 liter en in 2009 ongeveer 5 liter per uur) en vormden geen gevaar voor de omgeving. De lekkage werd veroorzaakt door corrosie van het reactorvat. Om verdere lekkage te voorkomen werd de reactor in 2009 stilgelegd en gerepareerd. Alle brandstof en water werd verwijderd en in augustus 2010 kon de reactor weer worden opgestart. Omdat de NRU-reactor verantwoordelijk is voor 40% van de wereldwijde productie van radioactieve isotopen, ontstond er een groot tekort aan deze isotopen gedurende de reparatie van de reactor.

## Tijdelijke sluiting in 2007
In het kader van de in 2006 verleende vergunning werd op 18 november 2007 werd de NRU-reactor stilgelegd voor routine-onderhoud. In overleg met de Canadian Nuclear Safety Commission, die Canada de controle uitoefent op nucleaire installaties, werd besloten extra aardbevingsbestendige stroomvoorzieningen toe te voegen aan de installatie, boven op de al aanwezige noodstroomvoorzieningen. De sluiting leidde tot een wereldwijd tekort aan radio-isotopen voor medische toepassingen. Zo produceert Chalk River bijvoorbeeld twee derde van alle technetium-99.
Op 11 december 2007 nam het Canadese lagerhuis een noodwet aan, waarbij toestemming werd gegeven de NRU-reactor weer op te starten voor 120 dagen, tegen het besluit van de CNSC in. Deze wet werd bekrachtigd door de Senaat en kreeg koninklijke goedkeuring op 12 december 2007. Eerste minister Stephen Harper leverde scherpe kritiek op het CNSC omdat deze stop het leven en de veiligheid van tienduizenden Canadezen in gevaar bracht, volgens hem was er geen gevaar, in tegenstelling tot de getuigenis van de CNSC-voorzitter en directeur Linda Keen. Zij werd later ontslagen, omdat zij de beslissing van het parlement om de reactor weer in gebruik te nemen negeerde, en niet de belangen van de burger had meegewogen bij de beslissing om de veiligheidsvoorzieningen aan de reactor uit te breiden.
De NRU-reactor werd op 16 december 2007 weer in gebruik genomen. De langdurige sluiting van de reactor was aanleiding om nog andere en veiliger methoden te ontwikkelen om medische isotopen te produceren, en bijvoorbeeld daarvoor een lineaire versneller te gaan gebruiken.